# Kaskad
Kaskad —cascada en suec— va ser un programa de televisió suec dirigit per Åke Falck. El programa es va estrenar el 1962 i va ser el primer programa de televisió suec] que va guanyar el premi de la televisió Rose d'Or a Montreux (Suïssa).
Kaskad va ser transmès per primera vegada el 10 de febrer del 1962 a SVT1. El programa d'animació contenia una barreja de skechts i actuacions musicals. El productor i director va ser Åke Falck.
Entre la llista de convidats hi va haver, entre altres Margareta Einarsson, Eartha Kitt, Jan Malmsjö, Lill Lindfors i Lena Söderblom. La coreografia va ser realitzada per Gordon Marsh, que també va tenir un paper en el programa.
El programa va ser gravat en part a Cirkus (Estocolm) i en part a estudi. El programa també es va emetre a l'exterior, principalment a la BBC a l'agost de 1962. S'ha tornat a produir a SVT en diverses ocasions, fins i tot a la vigília d'any nou de 2006.